# A.R.E. Weapons
A.R.E. Weapons是一支纽约的噪音搖滾乐队。其在1999年由马修·麦考利、布雷恩·F·麦克佩克、赖安·诺埃尔成立，有时也被认定为硬核电子摇滚乐队。他们的现场以其进攻性及对抗性为特点。   果漿樂團的 賈維斯·卡克 听过A.R.E. Weapons的现场演唱会后，鼓励Rough Trade唱片公司签约此乐队。
2001年，A.R.E. Weapons发行了两首单曲，"Street Gang"和"New York Muscle"。在其同名专辑于2003年发行前，键盘手托马斯· 布洛克被其经纪人保罗·赛维尼（女演员科洛·塞维尼之兄）吉他手赖安·诺埃尔于2004年由于海洛因摄取过量而死。剩余成员则录制了其第二张专辑Free in the Streets，此专辑于2005年发行。

## 成员
- 马修·麦考利 - 贝斯手
- 布雷恩·F·麦克佩克 - 主唱
- 保罗·赛维尼 - 键盘手
- 埃里克·拉宾 - 鼓手

### 前成员
- 托马斯· 布洛克（英语：Thomas Bullock (musician)） - 键盘手（离开）
- 赖安·诺埃尔（又名“Rylo Nolo） - 吉他手（已故）

时间线

## 作品集

### 专辑
- A.R.E. Weapons（英语：A.R.E. Weapons (album)） - 2003-4-1
- Free in the Streets（英语：Free in the Streets） - 2005-11-20
- Keys Money Cigarettes - 2006-3-21
- Modern Mayhem - 2007-9-11
- Darker Blue - 2009-9-11

### 单曲
- Street Gang - 2001-6 - UK #73[3]
- New York Muscle - 2001-11
- Hey World - 2003-5-27

其在英国也发行了四张EP，分别为"Don't Be Scared"、"Fuck You Pay Me"、"Headbanger Face"及"Black Mercedes"。

## 扩展链接
- A.R.E. Weapons official website（页面存档备份，存于）